# 守口市立守口小学校
守口市立守口小学校（もりぐちしりつ もりぐち しょうがっこう）は、大阪府守口市にある公立小学校。守口市の中心部を校区とする。本館校舎は滝井小学校と共に市内で数少ない近代建築であり貴重であったが、2010年夏に耐震上の理由により取り壊された。そのため本館の後継として新校舎が建設され学業に供されている。

## 沿革
- 1872年（明治5年）6月22日 - 河内国第九区郷学校として開校。その後北河内郡守口尋常高等小学校へ改称。
- 1915年（大正4年） - 現在地に移転。
- 1923年（大正12年） - 分教場を開設。
- 1931年（昭和6年） - 分教場が北河内郡守口第二尋常小学校（後、守口市立滝井小学校。2014年廃校）として独立。
- 1934年（昭和9年）9月21日 - 室戸台風の暴風雨で木造校舎倒壊。児童11人と職員1人が校舎の下敷きになって死亡。15人以上が負傷[1]。
- 1941年（昭和16年）4月1日 - 国民学校令により、北河内郡守口国民学校に改称。
- 1946年（昭和21年）10月1日 - 守口市の市制施行により、守口市守口国民学校に改称。
- 1947年（昭和22年）4月1日 - 学制改革により、守口市立守口小学校となる。
- 1957年（昭和32年）4月1日 - 校区の一部を、新設の守口市立第七小学校（後、守口市立春日小学校。2014年廃校）校区へ分離。
- 1972年（昭和47年）4月1日 - 守口市立八雲東小学校を分離。
- 1997年（平成9年）3月18日 - 卒業生が10000人を越える。
- 2006年（平成18年）4月 - 守口市立土居小学校を統合。鉄筋コンクリート造り4階建オープンスペース付教室、図書館、多目的室等が新築。
- 2008年（平成20年）7月 - 北校舎の耐震補強工事が完了[2]。

## 交通
- 地下鉄谷町線 守口駅
- 京阪本線守口市駅